# Municipio de Quincy (condado de Branch)
El municipio de Quincy (en inglés: Quincy Township) es un municipio ubicado en el condado de Branch en el estado estadounidense de Míchigan. En el año 2010 tenía una población de 4285 habitantes y una densidad poblacional de 45,63 personas por km².

## Geografía
El municipio de Quincy se encuentra ubicado en las coordenadas 41°56′29″N 84°53′0″O / 41.94139, -84.88333. Según la Oficina del Censo de los Estados Unidos, el municipio tiene una superficie total de 93.9 km², de la cual 91,24 km² corresponden a tierra firme y (2,83 %) 2,66 km² es agua.

## Demografía
Según el censo de 2010, había 4285 personas residiendo en el municipio de Quincy. La densidad de población era de 45,63 hab./km². De los 4285 habitantes, el municipio de Quincy estaba compuesto por el 97,46 % blancos, el 0,23 % eran afroamericanos, el 0,16 % eran amerindios, el 0,47 % eran asiáticos, el 0,63 % eran de otras razas y el 1,05 % eran de una mezcla de razas. Del total de la población el 1,94 % eran hispanos o latinos de cualquier raza.